# 霍尼奧赫普克羅山
11°41′13″S 76°14′5″W / 11.68694°S 76.23472°W
霍尼奧赫普克羅山（Quñuq P'ukru），是秘魯的山峰，位於該國中南部利馬大區的瓦羅奇里省，屬於安第斯山脈的一部分，處於瓦伊拉坎查山和普特卡山西北面，海拔高度約5,000米。